# Joseph Heigel
Joseph Heigel (* 1780 in München; † 1837 in Paris) war ein deutscher Miniaturmaler und Lithograf.

## Leben
Joseph Heigel stammte aus einer Schauspielerfamilie. Sein Vater war der Hofschauspieler Joseph Franz Heigel (1752–1811), auch seine Brüder Cäsar Max (1783–1847), Karl und Klemens August Heigel (1792–1849) waren als Schauspieler tätig.
1795 erfolgte ein möglicher erster Parisaufenthalt zur Ausbildung im Atelier des Miniaturmalers Jean-Baptiste Isabey, vor 1797 bis vor 1806 eine Ausbildung an der Kunstakademie in München. Heigel ging Kopiertätigkeit in der Münchener Hofgartengalerie (Historien, Porträts) nach. Um 1806–1819 erfolgte ein zweiter Parisaufenthalt und eventuell die Fortsetzung der Ausbildung im Atelier Isabeys. Er erhielt erste Aufträge als Miniaturmaler und Kopist. 1819 kehrte er nach München heim, dort war er als Miniaturmaler am Hof tätig. Zwischen 1819 und 1828 war Heigel wechselnd in Deutschland und Paris, 1828 reiste er nach Berlin, dann über Frankfurt am Main und Darmstadt zurück nach Paris, wo er sich anschließend niederließ und dauerhaft dort blieb.
Auch sein Sohn Franz Napoleon Heigel (1813–1888) war als Maler tätig.

## Werke

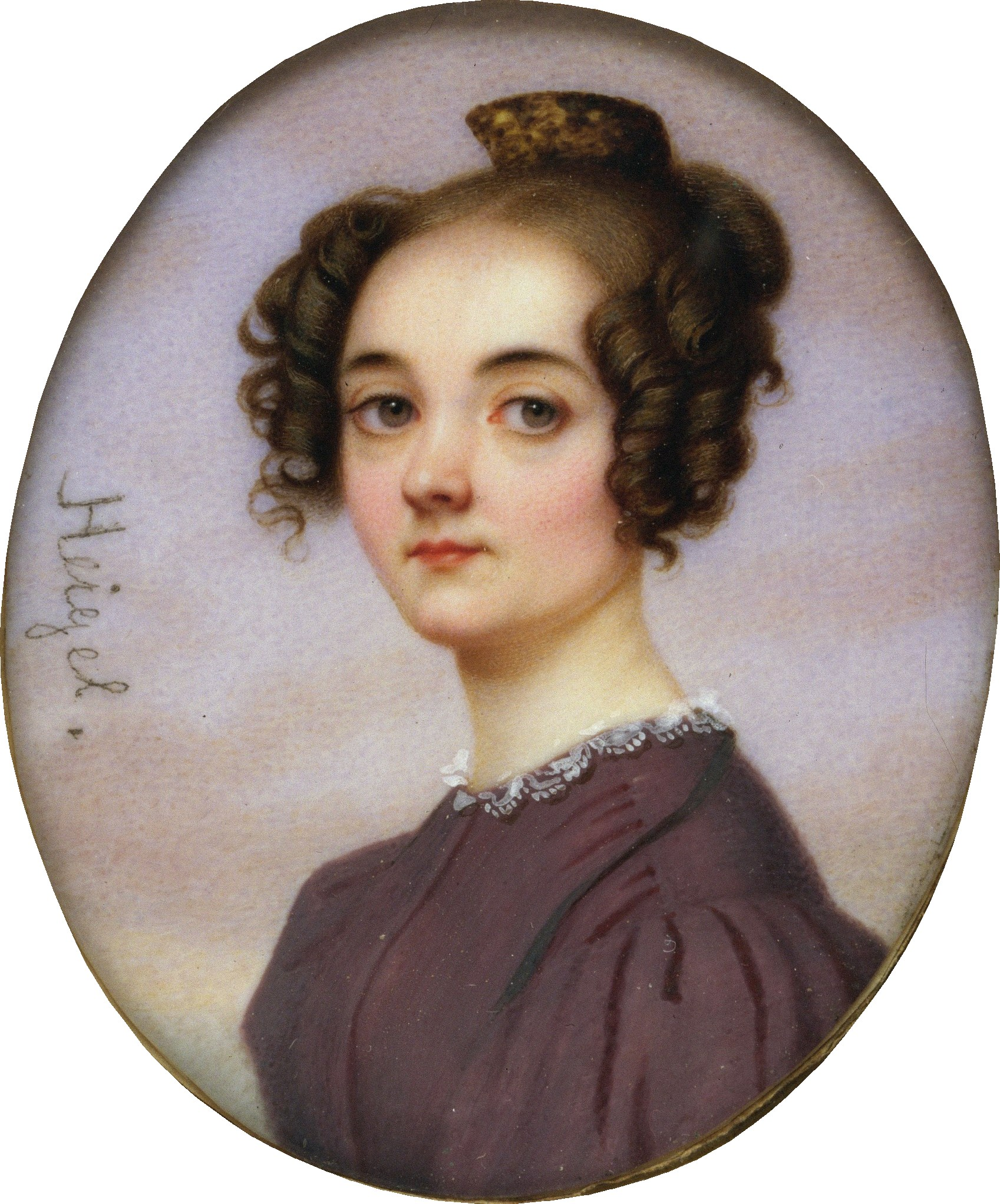
Lola Montez, Miniatur von Joseph Heigel, ca. 1837

- Bildnis des Kaisers Napoleon, 1806, Verbleib unbekannt (TB)
- Brustbild ohne Hände, fast von vorn. Braunes Haar und brauner Backenbart, graublaue Augen. Vatermörder und weiße Halsbinde, weiße Weste, dunkelblauer Rock. Hintergrund graugrün, 1815, Elfenbein, 10,5 × 7,5 cm (oval), Privatbesitz, München (Lemoine-Bouchard 2008; Schidlof 1964, S. 355)
- Herr im blauen Rock, 1817, Aquarell und Gouache auf Elfenbein, 9,8 × 7,8 cm (oval), Metallrahmen in profilierter Holzplatte mit Metallornamenten, Sammlung Tansey, München (Kat. Celle 2002, S. 154f.)
- Dame in weißem Kleid mit rotem Kaschmirschal, 1817, Aquarell und Gouache auf Elfenbein, 8,9 × 7,3 cm (oval), Metallrahmen in profilierter Holzplatte mit Metallornamenten, Sammlung Tansey, München (Kat. Celle 2002, S. 156f.)
- Un cadre de miniatures, Verbleib unbekannt (Salon 1817, Nr. 411)